# Metello
Metello – włoski dramat filmowy z 1970 roku w reżyserii Maura Bologniniego.

## Fabuła
Metello stara się uciec od ubóstwa, które doprowadziło do przedwczesnej śmierci rodziców.

## Obsada
- Steffen Zacharias jako Pallesi
- Frank Wolff jako Betto
- Massimo Ranieri jako Metello
- Lucia Bosé jako Viola
- Renzo Montagnani jako Caco
- Ottavia Piccolo jako Ersilia
- Pino Colizzi jako Renzoli
- Tina Aumont jako Idina

## Nagrody
- 1970 - Nagroda za pierwszoplanową rolę kobiecą na Festiwalu Filmowym w Cannes - Ottavia Piccolo
- 1970 - David di Donatello - Gianni Hecht Lucari - najlepszy film
- 1970 - David di Donatello - Ottavia Piccolo - najlepsza kreacja